# Else Thalheimer
Else Thalheimer, verh. Thalheimer-Lewertoff (geb. 4. November 1898 in Köln; gest. 27. Mai 1987 in Tel Aviv) war eine deutsche Musikwissenschaftlerin. Ihr besonderes Interesse galt der Neuen Musik. 1935 verließ sie mit ihrem Ehemann Salo Lewertoff Deutschland und lebte anschließend abwechselnd in Israel und den USA. In Israel war sie an der Gründung des Palestine Orchestra beteiligt.

## Biographie
Else Thalheimer wurde als Tochter des Bekleidungsfabrikanten Jacob Thalheimer und seiner Frau Sophie, geb. Guttmann, geboren. Die Familie besuchte regelmäßig die Kölner Synagoge in der Roonstraße. Sie hatte mehrere musikalisch und künstlerisch begabte Mitglieder: Die Mutter Sophie Thalheimer war eine sehr gute Sängerin, auch wenn sie nur im häuslichen Kreis musizierte. Else Thalheimers einzige Schwester Margaretha Isabella („Grete“) studierte ab 1922 in Köln Gesang. Ein Cousin des Vaters war der gebürtige Kölner Alfred Breitenbach (1875–1942), der im Jahre 1900 in die USA ausgewandert war und dort als Songwriter Fred Fisher populär wurde. Ein Urgroßonkel von Else Thalheimer war der im 19. Jahrhundert bekannte Schriftsteller Berthold Auerbach (1812–1882).
Nach dem Abitur im Jahre 1918 studierte Else Thalheimer Musikwissenschaft, Philosophie und Kunstgeschichte in Bonn und ab dem Sommersemester 1920 an der Universität München, unter anderem bei Adolf Sandberger und Heinrich Wölfflin. 1924 wurde sie bei Ludwig Schiedermair mit einer Dissertation über die Komponistin Johanna Kinkel als Musikerin promoviert. Parallel zur Musikwissenschaft an der Universität studierte sie ab 1918 am Kölner Konservatorium und erhielt Klavierunterricht von Lazzaro Uzielli, einem Schüler von Clara Schumann. Gleichzeitig studierte dort auch ihr Freund aus Kindertagen Hans Wilhelm Steinberg, der nach seiner Emigration 1936 unter dem Namen William Steinberg in den USA als Dirigent bekannt wurde.
Else Thalheimer gehörte zu einer Gruppe von Studierenden am Bonner Seminar für Musikwissenschaft, die sich für Neue Musik interessierten. Sie reiste zu internationalen Musikfesten, wie etwa 1923 zum Tonkünstlerfest des Allgemeinen Deutschen Musikvereins in Kassel, wo sie mit Paul Hindemith und seiner Musik in Kontakt kam. 1925 fuhr sie zum Kammermusikfest der Internationalen Gesellschaft für Neue Musik in Venedig und lernte bei dieser Gelegenheit Arnold Schönberg kennen. 1925 publizierte die Studentengruppe um Thalheimer, Heinrich Grues und Eigel Kruttge mit Unterstützung des Verlegers Fritz Jacob Marcan den Sammelband Von neuer Musik. Beiträge zur Erkenntnis neuzeitlicher Tonkunst, in dem unter anderen die später in der NS-Zeit angefeindeten Komponisten Ernst Bloch, Arnold Schönberg, Egon Wellesz, Ernst Krenek und Alois Hába als Autoren vertreten waren. In den Beiträgen wurden Komponisten wie etwa Ferruccio Busoni, Erik Satie, Ildebrando Pizzetti und Igor Strawinsky gewürdigt; der umfangreichste Beitrag galt Paul Hindemith.
Nachdem Heinrich Lemacher, der bisherige Leiter der Kölner Gesellschaft für Neue Musik, 1925 als Professor an das Kölner Konservatorium berufen worden war, übergab er sein Amt an den Kaufmann Salo Lewertoff sowie an Else Thalheimer. Die Gesellschaft hatte 1927 rund 300 Mitglieder und richtete alle 14 Tage Konzerte aus; sie hatte ihren Sitz in der Jülicher Straße. Durch das Engagement der Dirigenten Heinrich Jalowetz, Hans Wilhelm Steinberg, Eugen Szenkar und Hans Wedig konnten Orchesterkonzerte in das Programm der Gesellschaft aufgenommen werden, und 1926 trat Szenkar als künstlerischer Beirat der Gesellschaft bei. Er zeichnete 1926 für die Uraufführung von Béla Bartóks Stück Der wunderbare Mandarin in der Kölner Oper verantwortlich, das wegen seiner angeblich unmoralischen Handlung einen Skandal verursachte. Hindemith war der meistaufgeführte Komponist der Gesellschaft und beteiligte sich als Viola-Spieler auch an Uraufführungen eigener Werke. Bei seinen Konzerttourneen im Rheinland wohnte er im Hause der Thalheimers.
Ein Vortrag Schönbergs zum Thema „Stil und Gedanke oder neue und veraltete Musik“ am 10. Februar 1933 war die letzte Veranstaltung der „Kölner Gesellschaft für Neue Musik“. Else Lewertoff berichtete:

„Dann kam der Moment heran, in dem wir unsere Tore schliessen mussten. Wir verzichteten jedoch nicht auf ein grosses Finale. Schon längere Zeit hatte ich mit Arnold Schönberg eine Korrespondenz geführt, deren Zweck war, ihn für einen Vortrag zu gewinnen. Der Meister hatte zugesagt. Aber nun erhielten wir von allen Seiten Mahnungen, unter keinen Umständen in diesen schon von Nazi-Drohungen erfüllten Tagen eine solche herausfordernde Veranstaltung anzusetzen. Jedoch wir blieben fest. Natürlich hatten wir Schönberg von den Gefahren verständigt, aber er zögerte nicht zu kommen. Unsere Tätigkeit auf dieser Linie beenden zu können, hatte für uns einen tiefen symbolischen Sinn. Es wurde ein denkwürdiger und … ungestörter Abend. Der Saal war bis zum letzten Platz gefüllt, und es herrschte eine allgemeine Spannung und Erregung. Jeder schien diesen geschichtlichen Moment zu spüren. Schönberg, der es wie kein Zweiter verstand, die schwierigsten Gedanken auf die einfachste Formel zu bringen, riss die Hörer zur Begeisterung hin, der Applaus nahm kein Ende und wuchs zu einer Demonstration aus. Aber wir täuschten uns nicht, es war zwar eine einzigartige, aber auch eine einzelne. Für uns bedeutete dieser Abend den Abschluss einer Aera. Von nun an hatten wir unsere ‚zersetzende Tätigkeit‘ hinter den Mauern des Jüdischen Kulturbundes auszuüben.“

In der NSDAP-Parteizeitung Westdeutscher Beobachter schrieb der Komponist Hermann Unger, der die Gesellschaft einst mitgegründet hatte:

„Unterstützt wurde dieses Treiben durch die emsige Werbetätigkeit der von dem Warenhausjuden Tietz finanzierten ‚Gesellschaft für Neue Musik‘, deren Leiterin die Jüdin Dr. Thalheimer war. Hier erschienen aus In- und Ausland alle mehr oder minder jüdischen ‚Revolutionäre‘’. Den Grabgesang für diese Gesellschaft wie für das gesamte undeutsche Wesen Kölns gab ein Vortrag Arnold Schönbergs im Kunstverein ab, in dessen vor einer snobistischen ‚Gemeinde‘ gehaltenen typisch jüdisch witzelnden Ausführungen von draußen durch den Lautsprecher die Ansprache des Führers vor den deutschen Bauern und Arbeitern wie ein gewaltiges ‚Menetekel‘ hereinklang.“

Nach der Machtergreifung fanden Else Thalheimer und Salo Lewertoff neue Aufgaben im Jüdischen Kulturbund Rhein-Ruhr und in der Jüdischen Kunstgemeinschaft. Der Kulturbund mit rund 5000 Mitgliedern hatte seinen Sitz im Kölner Disch-Haus. Thalheimer wurde mit dem Aufbau einer Musikabteilung beauftragt und war an der Gründung des Frankfurter Kulturbundorchesters unter Steinberg beteiligt. Im Dezember 1934 wurde in den Mitteilungen des „Jüdischen Kulturbundes Rhein-Ruhr“ eine Inszenierung von Paul Hindemiths musikalischem Bühnenspiel für Kinder Wir bauen eine Stadt angezeigt. Ort der Aufführung war der „Weiße Saal“ der „Bürgergesellschaft“ in Köln nahe dem Appellhofplatz. Das Inserat nannte Salo Lewertoff für Inszenierung und verbindende Texte verantwortlich, Berta Sander hatte die Kostüme entworfen. Else Thalheimer hatte die Gesamt-Leitung der Veranstaltung.
Thalheimer und Lewertoff (von seiner Frau Töff genannt) heirateten im September 1935 und emigrierten anschließend nach Palästina. Dort nannte sich Lewertoff mit Vornamen Shlomo Baruch. 1938 – Else Thalheimer war inzwischen 40 Jahre alt – wurde der gemeinsame Sohn Gad Menahem geboren, der zu einem der bekanntesten Bratschisten und Musiklehrer Israels wurde. Im Zusammenwirken mit Bronisław Huberman waren die Eheleute Lewertoff am Aufbau des Palestine Orchestra – seit 1948 Israel Philharmonic Orchestra – beteiligt, ein Unterfangen, das auch aufgrund der politischen Situation in Palästina mit zahlreichen Problemen belastet war. Else Thalheimer fungierte als Programmberaterin und später als Co-Direktorin, ihr organisatorisch begabter Ehemann als Generalsekretär. Bei seinem Eröffnungskonzert im Jahre 1936 wurde das Orchester von Arturo Toscanini dirigiert, der ein entschiedener Antifaschist war. 1946 beendete Lewertoff seine Arbeit für das Orchester, da es zu Streitigkeiten wegen der Gagen gekommen war, und auch Thalheimer stellte ihr Engagement für das Orchester ein, ein Vorgang, der nicht ohne Bitterkeit vor sich ging.
1942 veröffentlichte Thalheimer die Schrift Five Years of Palestine Orchestra. Zugleich war sie in Raʿanana als Musiklehrerin tätig. Ab 1947 unternahmen Else Thalheimer und ihr Mann im Auftrag des Jüdischen Nationalfonds Vortragsreisen in Europa. Von 1953 bis 1970 lebte die Familie in New Haven, Connecticut, wo Thalheimers Schwester Margarete mit ihrem Ehemann Jules Löwenthal inzwischen wohnte; die Eheleute trugen nun den Namen Lowe. Gad Lewertoff studierte Geige an der Yale University bei Howard Boatwright, einem ehemaligen Schüler von Hindemith. Else Thalheimer gab Klavierunterricht, hielt Vorträge und schrieb Zeitungsartikel, etwa für die jüdische Wochenzeitschrift Jewish Ledger.
Die Lewertoffs reisten immer wieder nach Israel und nutzten diese Reisen für Abstecher nach Europa. Auf Einladung der Stadt Köln waren sie am 24. Oktober 1963 bei der Eröffnung der Ausstellung „Monumenta Judaica“ anwesend. Im WDR berichtete Else Thalheimer über ihre frühere Arbeit in Deutschland. Am 2. Februar 1965 starb Salo Lewertoff während eines Israel-Aufenthalts. 1968 begann Else Thalheimer mit der Niederschrift ihrer (ungedruckten) Erinnerungen. 1970 ließ sie sich endgültig in Israel nieder, wo ihr Sohn mit seiner Familie lebte. Sie starb am 27. Mai 1987 in Tel Aviv im Alter von 88 Jahren.